# Agave isthmensis
Agave isthmensis ist eine Pflanzenart aus der Gattung der Agaven (Agave).

## Beschreibung
Agave isthmensis  formt kleinbleibende, kompakte Rosetten mit einer Wuchshöhe von 17 bis 32 cm und einem Durchmesser von 25 bis 36 cm. Sie bildet reichlich rhizomatöse Ableger. Die breiten, aufgerauten grauen bis bläulichen Blätter sind 8 bis 10 cm lang, 5 bis 8 cm breit und zur Basis verschmälert. Die Blattränder sind tief gekerbt. Die kräftigen, braunen bis rötlichen Randzähne sind variabel angeordnet. Der braune bis rötliche Enddorn ist 1 bis 1,5 cm lang.
Der rispige, längliche, gerade Blütenstand wird 1,7 bis 2,2 m hoch. Die fleischigen, gelben Blüten sind 38 bis 46 mm lang und erscheinen am oberen Teil des Blütenstandes an unregelmäßig angeordneten Verzweigungen. Die trichterige, dreifurchige Blütenröhre ist 4 bis 5 mm lang.
Die eiförmigen dreikammerigen Kapselfrüchte sind 16 bis 22 mm lang und 10 bis 18 mm. Die schwarzen Samen sind 2 bis 4 mm lang und 1 bis 2 mm breit.
Die Blütezeit reicht von Juli bis September.

## Systematik und Verbreitung
Agave isthmensis wächst in Mexiko in den Bundesstaaten Oaxaca und Chiapas in Waldland bis 900 m Höhe.
Die Erstbeschreibung durch Abisai Josue García-Mendoza und Felipe Palma ist 1993 veröffentlicht worden.
Agave isthmensis ist ein Vertreter der Gruppe Hiemiflorae. Charakteristisch sind die kleinbleibenden, kompakten Rosetten, mit den breiten, aufgerauten, grauen bis bläulichen Blättern. Die Art bildet reichlich rhizomatöse Ableger. Sie ist verwandt mit Agave potatorum, und Agave seemanniana (Agave pygmaea), jedoch sind Unterschiede in Größe, Form und Blattstruktur erkennbar.